# Francesca Caccini

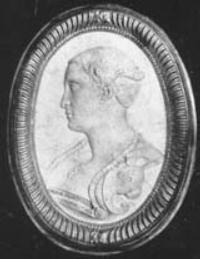
Francesca Caccini

Francesca Caccini, genannt la Cecchina, (* 18. September 1587 in Florenz; † 1640 ebenda) war eine italienische Opernsängerin (Sopran), Komponistin und Instrumentalistin. Sie gehört zu den Pionieren der Gattung Oper. Ihre (Ballett-)Oper La liberazione di Ruggiero dall’isola d’Alcina (1625) gilt als früheste erhaltene Oper einer Komponistin.

## Leben
Francesca Caccini erhielt ihre erste musikalische Ausbildung bei ihrem Vater Giulio Caccini (1551–1618) in Gesang und Laute. 1600, im Alter von 13 Jahren, trat sie in Florenz erstmals als Sängerin auf. Aufgeführt wurde die Oper Euridice von Jacopo Peri mit eingestreuten Teilen aus der Oper Euridice ihres Vaters. Von Claudio Monteverdi gibt es einen Brief an Kardinal Ferdinand von Gonzaga, indem er ihr herausragendes Singen und Spielen von Cembalo, Laute und Gitarre hervorhebt.
Von September 1604 bis Juni 1605 machte die Familie Caccini auf Wunsch von Königin Maria de’ Medici eine Konzertreise an den Hof Heinrichs IV. nach Paris. Unterwegs sang das fünfstimmige Familienensemble Giulio und Margherita (Eltern), sowie Francesca, Settima und Pompeo (Geschwister) in Modena, Mailand, Turin und Lyon. Francesca wurde in Paris eine Dauerstellung angeboten, doch der Großherzog Ferdinando I. de’ Medici beorderte die Familie zurück nach Florenz. Florenz war zu dieser Zeit eines der wichtigsten Kulturzentren. Ihre höfische Stellung behielt Francesca dann bis 1627.
La Cecchina zählte zu den besten Sängerinnen ihrer Zeit. Sie begleitete sich selbst auf dem Cembalo, der Laute und der Gitarre. Als ihr Vater 1618 starb, war sie neben Jacopo Peri die wichtigste und bestbezahlte Musiker-Persönlichkeit am Hof der Medici in Florenz.

## Das kompositorische Schaffen
Der früheste Hinweis auf ihr kompositorisches Schaffen ist ein Brief vom 10. September 1606 an den Dichter Michelangelo Buonarroti. Darin bedankt sich Francesca für die Überlassung von Gedichten, die sie vertonen wolle, und bittet um weitere. Ihr Vater Giulio Caccini berichtet in dieser Zeit bereits von drei Bänden mit 300 Gesangsstücken seiner Tochter. 1607 wurde ihr erstes Bühnenwerk La Stiava aufgeführt. Es folgten bis 1625 sieben weitere, darunter ein geistliches Werk – die meisten für den Karneval in Florenz geschrieben. Von Caccinis Werken haben sich nur die Erstdrucke von Il primo libro delle musiche a una e due voce, Florenz, Zanobi Pignoni (1618) erhalten sowie der Ballettoper La liberazione di Ruggiero dall’isola d’Alcina. Florenz, Pietro Cecconcelli (1625). Diese Oper beinhaltet neben den Gesangspassagen instrumentale, getanzte Einlagen.

### Werke
Verschollene Bühnenwerke:
- La Stiava, Text: Michelangelo Buonarroti d. J. (Karneval 1607, Florenz)
- La mascherata delle ninfe di Senna, Text: Ottavio Rinuccini (Florenz 1611)
- La Tancia, Text: Michelangelo Buonarroti d. J. (Florenz 1611)
- Il passatempo, Text: Buonarroti d. J. (11. Februar 1614, Florenz), eine Nummer erhalten
- Il ballo delle Zigane, Ballett, Text: Ferdinando Saracinelli (24. Februar 1615, Florenz)
- La fiera, Text: Buonarroti d. J. erhalten (11. Februar 1619, Florenz), Musik zusammen mit Marco da Gagliano

Geistliches Werk (verschollen):
- Il martirio di Sant’Agata, Intermedium, Text: Jacopo Cicognini (1622 Florenz), einzelne Teile erhalten

Sammlung für Gesang mit Generalbass-Begleitung (erhalten):
- Il primo libro delle musiche a una e due voci, 32 geistliche und weltliche Sologesänge und vier Duette (Druck Florenz 1618)[4]

Erhaltene Oper:
- La liberazione di Ruggiero dall’isola d’Alcina, Ballettoper, Text: Ferdinando Saracinelli (2. Februar 1625, Florenz), Druck Florenz 1625

## Zur Rezeption der BallettoperLa liberazione di Ruggiero
Diese Oper ist die früheste und erste (erhaltene), die eine Frau komponierte, Auftragsgeberin zu Ehren des  polnischen Kronprinzen Władysław Sigismund war Maria Magdalena von Österreich (1587–1631), die Witwe von Cosimo II. de’ Medici. Das Libretto erstellte die Komponistin gemeinsam mit dem Librettisten Ferdinando Saracinelli. Uraufführung war am 2. Februar 1625 im Komödiensaal der Villa Poggio Imperiale in Florenz vor der toscanischen Aristokratie. Einen Eindruck von dieser Art Gesamtkunstwerk gibt Eva Weissweiler in einer anschaulichen Beschreibung des Prologes dieser Oper nach der deutschen Übersetzung von George Hickenlooper. Dabei singen Vittoria Archilei, Settima Caccini und ihre Schwester Francesca selbst komponierte Madrigale im „angenehmsten und lieblichsten Stil“. Zum Schluss vereinigen sie sich zu einer „Ottava“, die Francesca komponiert hat. […] Diese Nymphen werden von den besten Sängerinnen des toscanischen Hofes dargestellt.
Noch im selben Jahr wurde die Partitur gedruckt (1625), wodurch die Überlieferung der Oper begünstigt wurde. Eine weitere Aufführung in Polen selbst fand wenige Jahre später statt.

### Rezensionen
Es gab Ende des 19. und Beginn des 20. Jahrhunderts zwei kontroverse Rezensionen über dieses Werk: Einmal die sehr positive Besprechung von 1878 durch August Wilhelm Ambros in seiner Geschichte der Musik, die sich zu dem Ausdruck „Genie“ für die Komponistin aufschwingt. Diese Ausführungen seines Vorgängers negativiert zu Beginn des 20. Jahrhunderts Hugo Goldschmidt in seinen Studien zur Geschichte der italienischen Oper des 17. Jahrhunderts „mit einer Schärfe, die mit wissenschaftlicher Objektivität kaum noch etwas zu tun hat“ (Eva Weissweiler).

### Wiederaufführungen (Auswahl)
Ausführliche Auflistung in Fischer 2015 → La liberazione di Ruggiero dall’isola d’Alcina
- 1959 wurde die Oper La liberazione di Ruggiero beim Hovingham Festival aufgeführt
- anlässlich des Internationalen Komponistinnen Festivals im Jahr 1980 kam es zur neuerlichen Aufführung der Ballettoper durch die Kölner Oper, Regie führte Andrea von Ramm. Mentorin der Aufführung war die Dirigentin Elke Mascha Blankenburg.

- Im Oktober 1990 wurde die Ballettoper wieder aufgeführt. Die Ausführenden waren Julia Henning („Alcina“), Knut Schoch („Ruggiero“) u. a. Solisten, der Kammerchor Fontana d’Israel und ein Ensemble mit historischen Instrumenten. Musikalische Leitung: Isolde Kittel-Zerer, Inszenierung: Christa Leiffheidt, Bühnenbild: Matthias Moebius, Kostüme: Ralf Christmann. Aufführungsort: Eingangshalle und Treppenhaus des Museums für Hamburgische Geschichte, Holstenwall, Hamburg.

- Im Mai 2012 fand in Basel eine Aufführung mit Sängerinnen und Sängern der Opernklasse und Instrumentalistinnen der Schola Cantorum Basiliensis, dem La Cetra Barockorchester Basel und dem Elektronischen Studio Basel statt (vgl. Fischer).

- Eine  Einspielung der Oper ist aktuell (2017) erhältlich: Hier hat die Rolle der Alcina Elena Biscuola, den Ruggiero singt Mauro Borgioni und Gabriella Martellacci tritt als Melissa auf. Die Leitung hat Elena Sartori.

## Weitere Werke
- Rinaldo innamorato (nicht gedruckt)